# أين المفر (فلم)
أين المفر؟هو فيلم دراما مصري من بطولة الفنان الراحل محمود ياسين وسهير رمزي ومحمد صبحي ومن إخراج حسين عمارة عام 1977.

## القصة
علي عبد الغفار (محمود ياسين) مدرس بكلية الزراعة، توجه للمطار لإستقبال صديقه وزميله سمير (سعيد عبدالغنى) العائد من بعثته بالخارج مع زوجته سلوى (ميمى جمال) والتي لم يكن علي موافقا على زواج صديقه منها، بسبب تحررها الزائد، وفي المطار تعرف علي، على ليلى (سهير رمزى) صديقة سلوى، التي جاءت لإستقبالها، وسرعان ما تم زواج ليلى وعلي. شعر علي بأنه تسرع في زواجه من من ليلى، التي كانت أيضا متحررة، لها شلة بالنادى، وتمارس لعبة التنس بملابس تكشف جسدها، وتتيح الفرصة للمتطفلين بالتطلع لجسدها، فقد كان علي قد تربى على الأخلاق والحفاظ على القيم الشرقية، يرفض التبرج وإرتداء زوجته ملابس تكشف جسدها، ويرفض مراقصة الرجال لها، وكان متشدداً، بل متزمتاً زيادة عن اللزوم، وزاد من معاناته حبه لزوجته وغيرته عليها، مما أوقعهما في العديد من المشاكل، وقامت سلوى بتحريض ليلى على العصيان، ووصل الأمر بها لتحريضها على طلب الطلاق، فتركت منزل الزوجية، لتقيم مع والدتها (فيفى يوسف) التي شجعتها على عدم تحمل تزمت زوجها. توصل علي لحل أمثل، من وجهة نظره، لإنقاذ حياته الزوجية، بأن إقترح على رئيسه بالكلية، القيام بتفيذ بحثه عن التربة الزراعية عملياً، في بلدة بالقرب من الأسكندرية، حيث يمتلك فيللا منعزلة عن البلدة، وعلى شاطئ البحر، وأنه متكفل بكل المصاريف، ولن ينتظر بعثته لأمريكا، والغرض من ذلك هو الابتعاد بزوجته عن الناس، ووافقت ليلى على العيش معه في تلك الفيللا المنعزلة، التي لم يكن بها سوى الغفير عباس (محمد صبحى) كان عباس شاب شبه معاق جسدياً وذهنياً، لديه صديقان بالبلدة، هما حميدو (فاروق يوسف) بائع الجرائد، ومنصور (عبد الله فرغلى) مشغل آلة عرض سينما البلدة، والذين كان يسهر معهما ويشرب الخمر، وكانا يستغلونه في إحضار الساقطات للفيللا، أثناء غياب أصحابها. عانت ليلى من الوحدة، حيث كان علي يجرى أبحاثة على أرض تبعد عن الفيللا، ولم تجد ليلى أمامها سوى عباس لتسامره، وتلعب معه بالكره، وتلعب الأستغمايه، وكان عباس محروما، ويشعر بعدم الرغبة فيه من الجنس الأخر، ويشاهد ليلى بالشورتات الساخنة، وملابس البحر، والجيبات القصيرة، وجميع ملابسها تكشف جسدها، وعندما نصحته بتصفيف شعره، وحلق ذقنه، وتنظيف ملابسه، ظن أنها تميل إليه، وأكد له صديقاه، أن مخدومته تهيم حبا به، وهيأت له الخمر أن يحتضنها، عندما دخلت حجرته، فقامت بلطمه على وجهه، وعندما أبدى ندمه وقبل قدميها، وعدته بعدم اخبار زوجها. فوجئ علي بحضور صديقه سمير وزوجته سلوى، وبصحبتهما شلة النادى، لقضاء ليلة على البحر، وأقاموا حفلا راقصاً، وشاهد علي مدى التسيب والانحلال الذي بدا على الجميع، فالرجال حضروا دون زوجاتهم، والنساء حضرن دون إزواجهن، وإختلط الحابل بالنابل، وتنبه علي إلى أن زوجته على خلق، وأن انعزاله بها ليس هو الحل، فقرر السعي لإتمام البعثة، وقرر السفر للقاهرة لإنهاء الإجراءات، وترك زوجته ليلى في حراسة عباس. وفي القاهرة إكتشف مع صديقه سمير، أن سلوى على علاقة بالصديق شوقى (فكرى أباظه) وأسرع سمير لضبط زوجته بأحضان عشيقها، فثار عليها وطلقها، وندم على تساهله معها، وتركه الحبل لها على الغارب، وفي نفس الوقت قام حميدو ومنصور بتحريض صديقهم عباس، على إغتصاب ليلى، ووعداه بتأمين الطريق له، لكنهما هجما عليها لإغتصابها، فإستغاثت بزوجها تليفونيا، وتمكن حميدو ومنصور من إغتصاب ليلى، وشعر عباس بالندم، لخيانته مخدومه علي، فقام بإطلاق النار على حميدو ومنصور فقتلهما، وتوجه نحو البحر ودخله، وهو لا يجيد السباحة، حتى إختفى بداخله، وحضر علي متأخراً، ليكتشف عدم وجود عباس، ووجود جثث المعتدين، ويجد زوجته ليلى جريحة، تعانى من آثار إغتصابها الوحشي. 

## الممثلون
- محمود ياسين على عبد الغفار
- سهير رمزي ليلى ربيع
- محمد صبحي عباس
- ميمي جمال سلوى
- سعيد عبدالغني سمير
- عزيزة حلمي عزيزة - والدة على
- عبد الله فرغلي منصور
- فاروق يوسف حميدو
- فكري أباظة شوقى
- فيفي يوسف والدة ليلى
- محمود كامل
- حسين عرابي دكتور إبراهيم
- عبدالمنعم المرصفي سليمان
- محمود دويدار ربيع
- يسريه الجواهرجي
- علي شكري
- حسين عبد الوهاب
- الهامي رفيع
- حسين الشريف
- حبيبة محمود
- رياض المغربل
- امال الحجار
- عصام محمود

## طاقم العمل
- إخراج: حسين عمارة مخرج، عصمت عفيفي مخرج مساعد
- إنتاج: جمال حسني مدير الإنتاج، أفلام محمد عمارة منتج، محمد الحبشي منتج مساعد
- تأليف: حسين عمارة مؤلف، مصطفى محرم سيناريو وحوار
- فوتوغرافيا: محمد بكر مصور فوتوغرافي